# Iglesia de Belén y San Roque
La iglesia parroquial de Nuestra Señora de Belén y San Roque es un templo cristiano católico de Jaén, erigido como parroquia en 1962 en el barrio de Belén.
Es sede de la Real, Ilustre y Fervorosa Hermandad Franciscana y Cofradía de Nazarenos de Nuestro Padre Jesús de la Salud entrando en Jerusalén, María Santísima de la Paz, San Pedro, San Juan y Santiago Apóstoles que realiza su estación de penitencia el Domingo de Ramos de la Semana Santa de Jaén. También lo fue de la Cofradía de los Estudiantes desde 1966 hasta 1980.

## Historia
El origen de la Ermita de Santa María estuvo en la necesidad de dotar de la misa semanal a la ya numerosa población que se había ido formando con la construcción de más de 150 chalets en el paraje de los Yesares, más conocido por Cerro Molina, a unos ocho kilómetros de Jaén.
Los vecinos de este núcleo de población no solo pasaban en este lugar los meses de verano, sino también, bastantes de ellos, los fines de semana de todo el año y algunas familias lo convirtieron en su residencia permanente.
Expuesta la iniciativa al Ilmº. y Revdmº. Sr. D. Miguel Peinado Peinado, a la sazón obispo de la diócesis de Jaén, la acogió con entusiasmo, dando sugerencias e información acerca de la manera de llevarla a cabo.
Como la Asociación que se formó para su construcción no disponía de muchos fondos, ya que solo contaba con la aportación voluntaria de sus socios, en cuotas que oscilaban entre 500 y 200 pts, mensuales, en número aproximado de 50 a 60 socios, había que economizar al máximo para no desequilibrar excesivamente el presupuesto.
La primera aportación, que fue el solar, se debió a una donación desinteresada de las diez familias siguientes, a razón de diez metros cuadrados pos familia. Fueron:
| - D. Francisco Abelenda García - D. Antonio Anguita Villar - D. Juan Cabrera Bustamante - D. Antonio Castro Alba - Familia Jurado Extremera |  | - D. Carlos Mesa Simal - D. Pedro Morales Serrano - D. Luis Navarro Trinidad - D. José Ramírez Cobaleda - D. Juan de Dios Sánchez Guzmán |

### Construcción
Para empezar la construcción se solicitó un préstamo a la Caja de Ahorros de Jaén, que concedió un millón de pesetas, avalado por los señores Anguita Villar, Cabrera Bustamante, Srtª. Jurado Extremera, Sr. Ramírez Cobaleda y Sr. Sánchez Guzmán. Estos avalistas se vieron obligados a abonar el primer plazo, puesto que en la tesorería no había fondos.
Las obras fueron encargadas al contratista de La Guardia de Jaén, Mateos Martos. Empezaron en el año 1952 y finalizaron en 1959, debido al fuerte incremento económico realizado a expensas de los señores Fernández Mudarra y Mesa Simal.
Además de las cuotas de socios, se lograron pequeñas aportaciones extraordinarias a base de rifas, lotería, y a partir de septiembre de 1959 con las colectas de la misa dominical.
La dotación de muebles y efectos fueron también donaciones desinteresadas, algunas muy emotivas, como la efectuada por la señora De Ramírez Cobaleda, consisten en el crucifijo que se ubica en el altar, y que fue adquirido con los ahorros de su hijo Víctor, joven fallecido trágicamente pocos días después de dicha la primera misa en la ermita, en accidente de tráfico.
Cabe también destacar que el crucifijo que preside la pared central fue propiedad de un querido sacerdote de Jaén, José de la Casa, donado por sus familiares.
El Vía Crucis se debe al agradecimiento de su donante por haber superado felizmente una delicada enfermedad.

### Primeros pasos de la parroquia
Lo primero que se sabe del funcionamiento de la parroquia lo cuenta D. Guillermo: “Cierto día durante el mes de mayo me ha dicho mi hermano: no me van a nombrar párroco de San Ildefonso, que está reservado para otro; a mi me van a nombrar párroco de una que está creada, pero no tiene iglesia: San Roque. Por fin llegó a sus manos el nombramiento de párroco de San Roque firmado por el Sr. Obispo, Don Félix Romero Mengíbar el día 13 de mayo de 1955. La riada de feligreses de este barrio que subía a San Ildefonso, sería atendida por mi hermano en una pequeña capilla que hasta entonces sirvió para escuela. De nuevo se encuentra con que allí no había nada, un confesionario, una cajonera humilde para ropas de culto, un Santo Cristo, un cáliz y unas pocas cosas más junto con un pequeño Sagrario”.
Don Francisco hizo unas crónicas de los primeros años de la parroquia, centradas fundamentalmente en la construcción del nuevo templo. De estas crónicas entresacamos, y en otras ocasiones entresacaremos diversos párrafos:

“La Parroquia es también conocida de Nuestra Señora de Belén y San Roque por estar enclavada en el barrio de Belén”

“El día primero de agosto de 1955 tomó posesión de esta parroquia que había sido creada por el Excmo. y Rvdmo. Sr. D. Rafael García y García de Castro, entonces Obispo de Jaén”.
“El actual Obispo, Excmo y Rvdmo. Sr. Don Félix Romero Mengíbar, habiendo visitado repetidas veces esta parte de Jaén, viendo que era insuficiente la cura de almas que desde San Ildefonso, se ejercía, aunque no tenía iglesia para la reunión cómoda de los fieles, dispuso nombrarme Cura Párroco de esta parroquia.”

“Con limosnas de los fieles, desde abril hasta el primero de agosto, monté lo necesario para las imprescindibles atenciones a los fieles en el ejercicio del culto y en el local que era de la escuela Parroquial”.

### Párroco Don Francisco
La santa misa empezó a reunir a la gente para que se acostumbraran a que mirasen a su nueva parroquia.
“Ya funcionan las conferencias de San Vicente de Paul, de hombres y de señoras desde el 14 de agosto de 1955. Me ayudan varios jóvenes. Con ellos he podido formar las juventudes de acción católica, masculina y femenina. 
La junta Parroquial queda constituida de la siguiente forma:
| - Presidente : Don Bartolomé Pérez - Secretario: Carlos Jódar - Vocal-presidente de los hombres: Don Bartolomé Pérez - Vocal-presidente de las mujeres: Doña Remedios Quirós - Vocal-presidente de los jóvenes: Carlos Jodar | - Vocal-presidente de las jóvenes: Doña Carmela Ortega - Vocal- presidente de la Doctrina cristiana: Doña Águeda Jimeno - Vocal-presidente de las Conf. De S. Vicente: D. Manuel Lucini - Vocal-presidente de las Conf. De S. Vicente: Isabel Casado - Vocal de misioneros y propaganda: Doña María Teresa Arias |